# جسم شرجي عصعصي
الجِسْمُ الشَّرجِيُّ العُصْعُصِيّ (بالإنجليزية: anococcygeal body)‏ أو الرِّباطُ الشَّرجِيُّ العُصْعُصِيّ(بالإنجليزية: anococcygeal ligament)‏ أو الرِّفاءُ الشَّرْجِيُّ العُصْعُصِيّ(بالإنجليزية: anococcygeal raphe)‏، هو جسم ليفي متوسط المستوى في قاع الحوض، يمتد بين العصعص وحافة الشرج.

## التركيب التشريحي
تتكون من ألياف من العضلة الرافعة للشرج والتي تتحد مع ألياف الجهة المقابلة لنقس العضلة، وألياف عضلية من العضلة العاصرة الشرجية الخارجية و نسيج ضام.
تمتد العضلة الرافعة للشرج إلى أسفل وخلف الخط المُنصف لقاع الحوض؛ الألياف الخلفية للعضلة تنغرز في آخر فقرتين للعصعص، بينما تنغرز الألياف الأمامية مع مقابلاتها في الجسم الشرجي العصعصي.

## روابط خارجية
- Image at rsnajnls.org
- Coccyx pain, tailbone pain, coccydynia (Peer-reviewed medical chapter, available free online at eMedicine)